# Vlag van Huesca

Vlag van de provincie Huesca

De vlag van de Spaanse provincie Huesca bestaat uit een wit veld waarop een oversnijdend rood kruis, met in het midden het provinciale wapen. Het is niet bekend wanneer deze vlag officieel als provincievlag is ingesteld.
De vlag lijkt identiek op die vlag van de provincie Teruel en de vlag van de provincie Zaragoza, wit met een rood Sint-Joriskruis en het provinciale wapen in het midden.
Het wapen bestaat uit een combinatie van de gemeentewapens van Jaca, Fraga, Benabarre, Sariñena, Tamarite de Litera, Boltaña, Barbastro en Huesca.